# Домінік Вейд
Домінік Вейд (англ. Dominic Wade; нар. 12 квітня 1990, Вашингтон, США) — американський боксер-професіонал, що виступає у середній ваговій категорії.